# Musique flamande
La musique flamande au sens large représente l'expression d'un peuple et d'une culture répandus sur plusieurs pays, dont la France, la Belgique et les Pays-Bas. Il sera traité ici essentiellement de celle rencontrée dans le nord de la France. 

## Musique classique
Au-delà de la musique liturgique apparue au IXe siècle dans la région, il faut remonter aux trouvères du Moyen Âge pour en trouver trace, mais c'est surtout à la Renaissance qu'une grande école franco-flamande de musique voit le jour avec les compositeurs suivants : Antoine Busnois, Johannes Ciconia, Pierre de La Rue, Johannes Ockeghem, Josquin Des Prés et Loyset Compere
Après cette riche période, quelques compositeurs tel Jehan Titelouze s'expriment au sein de l'école française d'orgue. Un véritable patrimoine d'orgues à la facture flamande existe dans la région, qui se situe au 4e rang français.
D'autres compositeurs suivront au fil des siècles, : Édouard Lalo, Auguste Taccoen, Edmond de Coussemaker, Stanislas Verroust, Edmond Membrée, Julien Koszul, François Knorr, Valentin Neuville, Albert Roussel, Maxime Dumoulin, Damien Top, Florent Nagel, etc. (cf. Damien Top : Aspect de la musique dans le canton de Cassel au XIXe siècle44", Annales du Comité flamand de France, 2010.)

## Musique traditionnelle
Pendant longtemps, la musique resta cantonnée au monde paysan et marin, et du fait de la politique qui restreignait la langue régionale au début du vingtième siècle, le patrimoine régional périclita quelque peu. La musique traditionnelle perdure difficilement dans cette région, malgré les efforts de quelques associations. Cela est dû au fait que la transmission orale ne s'est effectuée que pour le chant, et encore, de manière très limitée, le collectage et le "renouveau flamand" ayant tardé à se mettre en place. Le premier regroupement de chansons flamandes (collectage), de textes et mélodies fut fait par Charles-Edmond de Coussemacker mais comme dans tous les regroupements, certains chansons paillardes semblent avoir été retirées.
Pour la musique instrumentale, la tradition continue encore sous forme de bals, concerts et radios folk. Des mélodies traditionnelles telles que la Pieternelle, De Kolom, Mieke Stout, le Fléau ou la Gavre sont régulièrement jouées en bal. Parmi les instruments typiques, il y aurait la cornemuse (doedelzak ou piposa), l'épinette du nord, le tambour à friction (rommelpot), la vielle à roue et l'accordéon diatonique, apparu au XIXe siècle.
Les danses populaires étaient nombreuses en Flandre. On les pratiquait notamment lors des fêtes des moissons telle que de vleegerd (« le fléau »), de kolom (« la colonne »), « Ma sœur je », mieke stout...
Carillon : Depuis le XVIIe siècle, la vie quotidienne est rythmée par les carillons nichés dans les célèbres beffrois de la région. Comprenant plusieurs dizaines de cloches couvrant plusieurs octaves, il s'agit d'un véritable instrument de musique avec des compositions dédiées jouées par un "batteleur".
Carnaval : Comme dans les pays germaniques, il existe en pays flamand une grande tradition de carnaval (Cf. Carnaval de Dunkerque ou de Cassel). Celui-ci s'organise autour de bandes composées d'un maître-tambour, d'une clique de musiciens et de "carnavaleux" qui se retrouvent pour une mise en scène finale, le "rigodon". 
De Drie Keuningen : C'est une tradition régionale attestée depuis très longtemps. Il s'agit de la procession des "trois rois" (mages) entre Noël et l'Épiphanie soutenue par des chants de quête sous forme de cantiques accompagnés d'instruments de musique.
Vivat flamand : Un chant commensal.